# Utusan Borneo
Utusan Borneo is een Maleistalig dagblad, dat verschijnt op Borneo. De krant wordt verspreid in Brunei en in de staten Sarawak en Sabah in Maleisië. Utusan Borneo was aanvankelijk een bijvoegsel in de Borneo Post, maar werd in januari 2008 een zelfstandige krant, de eerste volledig Maleistalige op Sabah. Het blad wil 'politiek neutraal' zijn. Het hoofdkantoor is in Kuching. De uitgever is See Hua Marketing, tevens de eigenaar van Borneo Post. 